# Mercy (singel OneRepublic)
„Mercy” to piosenka amerykańskiej grupy pop-rockowej OneRepublic. Utwór został wydany 8 września 2008 roku jako czwarty singel z albumu Dreaming Out Loud. Piosenka została napisana przez Ryana Teddera i Drew Browna, a wyprodukowana przez Grega Wellsa.
Utwór pojawił się w jednym z odcinków szóstego sezonu serialu "Tajemnice Smallville", podobnie jak singiel "Stop and Stare". 

## Lista utworów
CD Singel
- Mercy - 4:00

## Teledysk
Oficjalny teledysk do "Mercy" zadebiutował w Wielkiej Brytanii w dniu 15 sierpnia 2008 r. na kanale muzycznym "Q". Teledysk wyreżyserował Chris Sims. Klip jest nakręcony w czerni i bieli i pokazuje zespół wykonujący utwór na plaży.